# جامع الحاف
 جامع الحاف  هو معلم أثري تونسي مصنف من قبل المعهد الوطني للتراث يقع في ولاية قابس في الجنوب الشرقي التونسي، تحديد في مدينة معتمدية دخيلة توجان تم تصنيف المعلم في يوم 26 جانفي 2024 .

## مقالات ذات صلة
- قائمة المعالم الأثرية المصنفة في تونس